# ペントハウス3
『ペントハウス3』（韓国語：펜트하우스 3）は、2021年6月4日から9月10日までSBSで放送された韓国のテレビドラマである。本作はペントハウスシリーズ3番目。

## あらすじ
高級マンション、ヘラパレスに住む裕福な家族と子供達を描くマクチャンドラマ。教育競争と愛情が絡まり合う行く末は…。

## 出演

### 主要人物
オ・ユンヒ(오윤희)：ユジン
殺人容疑で3年服役後、娘の復讐に燃える。
チョン・ソジン(천서진)：キム・ソヨン
ソプラノ歌手で財団理事長の娘。ユニのライバル。様々な悪行を犯す。
ナ・エギョ(나애교) / シム・スリョン(심수련)：イ・ジア
ジュ・ダンテの秘密をすべて知っている、ソクフン、ソッギョンの母親。ジュ・ダンテの妻。

### ユニの家族
べ・ロナ(배로나)：キム・ヒョンス
ユンチョルとユンヒの実の娘。血縁的にはウンビョルと義理の姉妹。チョンア芸術高校の生徒。

### スリョンの家族
ジュ・ダンテ(주단태)：オム・ギジュン
スリョンの夫。建設会社の代表。
ジュ・ソクフン(주석훈)：キム・ヨンデ
ダンテとエギョの実の息子であり、ソジンの義理の息子。チョンア芸術高校の生徒
ジュ・ソッギョン(주석경)：ハン・ジヒョン
ソクフンの二卵性双生児の妹とされているが、実は別の人物の双子の妹。チョンア芸術高校中退。

### ソジンの家族
ハ·ユンチョル(하윤철)：ユン・ジョンフン
ソジンの元夫。外科の医師。
ハ・ウンビョル(하은별)：チェ・イェビン
ユンチョルとソジンの実の娘であり、チョンア芸術高校の生徒。

### カン・マリ一家
カン・マリ(강마리)：シン・ウンギョン
ドンピルの妻。成金。
ユ・ドンピル(유동필)：パク・ホサン
マリの夫。ダンテの代わりに監獄に行った人物。
ユ・ジェニ(유제니)：ジン・ジヒ
マリとドンピルの娘。チョンア芸術高校の生徒。

### イ・ギュジン一家
イ・ギュジン(이규진)：ボン・テギュ
サンアの夫。離婚専門の弁護士。
コ・サンア(고상아)：ユン・ジュヒ
元アナウンサー。
イ・ミンヒョク(이민혁)：イ・テビン
サンアとギュジンの息子。チョンア芸術高校の生徒。

### その他周辺人物
ローガン・リー：パク・ウンソク
ヘラパレスで家庭教師を務めていたミン・ソラの兄。本作でダンテに殺害された。
ベク•ジュンギ：オム・ジュワン
ローガン・リーとともに韓国にやってきた人物。
チン・ブンホン：アン・ヨンホン
ウンビョルの個人学習プランナーの先生。ローガン・リーのスパイ。
チョ秘書役：キム・ドンギュ
ジュ・ダンテの秘書。
ド秘書役：キム・ドヒョン
チョン・ソジンの秘書。

### チョンア芸術高等学校の人物たち
マ・ドゥギ：ハ・ドグォン
音楽教師。
オム・ジャンデ：ソン・ボスン

### 特別出演
イ・ユビ

## 日本での放送
日本では、KNTVにて毎週土曜日に放送される。